# Jagdgeschwader 1
1-я истребительная эскадра (нем. Jagdgeschwader 1, (JG1)) — эскадра истребителей люфтваффе.
После гибели её командира, лётчика-аса Вальтера Эзау получила его имя.

## История
К сентябрю 1939 года была сформирована только первая группа эскадры. И только в ноябре был сформирован штаб эскадры, который дислоцировался в городе Йевер в Северной Германии. Главной задачей эскадры являлась оборона портов от налётов английской авиации — эскадра участвовала в Битве за Британию.
В конце 1940 года группа I./JG1 дислоцировалась в Голландии.
В феврале 1942 года на базе I./JG3 была сформирована группа II./JG1. Также, в 1942 году были сформированы III. и IV./JG1.
В 1943 году две группы (I. и III.) развернули в новую эскадру — JG11. Главным заданием JG1 стала борьба с дневными налетами американской авиации.
В июне 1944 года эскадра перебазировалась во Францию, где была практически уничтожена.
В ноябре 1944 года эскадра была сформирован заново и вошла в систему противовоздушной обороны III Рейха.
В 1945 году некоторые подразделения эскадры сражались в Восточной Пруссии, JGI участвовала в операции «Боденплатте».
В феврале 1945 года на вооружение I./JG1 начали поступать реактивные самолеты (Heinkel He 162), но конца войны перевооружение в II./JG1 провести так и не успели, a III./JG1 в 1945 году расформировали.

## Состав эскадры

### Geschwaderkommodoren (командиры эскадры)
| командующий                   | период                              | примечания                                    |
| ----------------------------- | ----------------------------------- | --------------------------------------------- |
| оберст-лейтенант Карл Шумахер | 30 ноября 1939 — 5 января 1942 года | назначен командующим истребителями в Норвегии |
| майор Эрих фон Зелле          | 6 января — 27 августа 1942 года     |                                               |
| оберст-лейтенант Эрих Микс    | август 1942 — 31 марта 1943 года    |                                               |
| оберст-лейтенант Ганс Филипп  | 1 апреля — 8 октября 1943 года      | погиб                                         |
| майор Герман Граф             | октябрь — 10 ноября 1943 года       | назначен командиром JG11                      |
| оберст Вальтер Эзау           | 12 ноября 1943 — 11 мая 1944 года   | погиб                                         |
| и. о. майор Гейнц Бэр         | 12 — 20 мая 1944 года               | позже назначен командиром JG3                 |
| оберст Герберт Илефельд       | 20 мая 1944 — 8 мая 1945 года       |                                               |

### Gruppenkommandeure I./JG1 (командиры группы I./JG1)
| командующий                  | период                               | примечания                                                     |
| ---------------------------- | ------------------------------------ | -------------------------------------------------------------- |
| майор Бернхард Волденга      | 1 мая 1939 — 13 февраля 1940 года    |                                                                |
| гауптман Иоахим Шлихтинг     | 13 февраля — 5 июля 1940 года        | группа преобразована в III./JG27 и Шлихтинг стал её командиром |
| оберст-лейтенант Эрих Микс   | сентябрь 1941 — август 1942 года     | назначен командиром эскадры                                    |
| обер-лейтенант Пауль Штольте | август — сентябрь 1942 года          |                                                                |
| гауптман Гюнтер Байзе        | сентябрь 1942 — 31 марта 1943 года   | группа преобразована в II./JG11 и Байзе стал её командиром     |
| майор Фриц Лозигкейт         | 1 апреля — май 1943 года             | позже назначен командиром I./JG26                              |
| гауптман Рудольф-Эмиль Шноор | 15 мая 1943 — 16 апреля 1944 года    | серьезно ранен при аварийной посадке                           |
| гауптман Ганс Элерс          | 17 апреля — 27 декабря 1944 года     | пропал без вести (погиб)                                       |
| гауптман Георг Хакбарт       | 28 декабря 1944 — 1 января 1945 года | погиб                                                          |
| майор Гюнтер Капито          | 3 — 14 января 1945 года              |                                                                |
| обер-лейтенант Эмиль Демут   | 15 января — 12 апреля 1945 года      |                                                                |
| майор Вернер Зобер           | 1 — 5 мая 1945 года                  |                                                                |

### Gruppenkommandeure II./JG1 (командиры группы II./JG1)
| командующий                                | период                             | примечания                          |
| ------------------------------------------ | ---------------------------------- | ----------------------------------- |
| гауптман Ганс фон Хан                      | 15 января — июнь 1942 года         | освобожден от должности             |
| и.о. обер-лейтенант Дитлев Ровер           | 20 июня — октябрь 1942 года        | 14.10.42 назначен командиром 2./JG3 |
| майор Герберт Киевски                      | октябрь 1942 — 16 апреля 1943 года | погиб                               |
| гауптман Дитрих Виккоп                     | 17 апреля — 16 мая 1943 года       | погиб                               |
| и. о. гауптман Роберт Олейник              | май — 28 июня 1943 года            | назначен командиром III./JG1        |
| гауптман Вальтер Хёкнер                    | 28 июня 1943 — 31 января 1944 года | 15.02.44 назначен командиром I./JG4 |
| гауптман Герман Зегатц                     | февраль — 8 марта 1944 года        | погиб                               |
| майор Гейнц Бэр                            | 15 марта — 12 мая 1944 года        | назначен командиром эскадры         |
| обер-лейтенант Георг-Петер Эдер            | 13 мая — июнь 1944 года            | позже назначен командиром 6./JG26   |
| и. о. обер-лейтенант Рудигер фон Кирхмайер | июнь — июль 1944 года              |                                     |
| гауптман Герман Штайгер                    | 1 августа 1944 — январь 1945 года  | назначен командиром II./JG7         |
| и. о. обер-лейтенант Фриц Вегнер           | декабрь 1944 — 1 марта 1945 года   |                                     |
| гауптман Пауль-Генрих Дане                 | март — 24 апреля 1945 года         | погиб                               |
| гауптман Рае                               | 1 — 5 мая 1945 года                |                                     |

### Gruppenkommandeure III./JG1 (командиры группы III./JG1)
| командующий                        | период                               | примечания                                                                      |
| ---------------------------------- | ------------------------------------ | ------------------------------------------------------------------------------- |
| гауптман Герберт Киевски           | 6 февраля — октябрь 1942 года        |                                                                                 |
| и. о. гауптман Рудольф-Эмиль Шноор | октябрь — ноябрь 1942 года           |                                                                                 |
| майор Вальтер Шпис                 | октябрь 1942 — 31 марта 1943 года    | группа преобразована в I./JG11 и Шпис стал её командиром                        |
| майор Карл-Гейнц Леесман           | 1 апреля — 25 июля 1943 года         | погиб                                                                           |
| гауптман Роберт Олейник            | 26 июля — 8 октября 1943 года        | назначен командиром Erprobungskommando 16                                       |
| гауптман Фридрих Эберле            | 9 октября 1943 — 27 апреля 1944 года | ранен                                                                           |
| майор Хартман Грассер              | 27 апреля — 31 мая 1944 года         | позже назначен командиром JG210                                                 |
| гауптман Карл-Гейнц Вебер          | 3 — 7 июня 1944 года                 | погиб                                                                           |
| и. о. гауптман Альфред Гриславски  | 7 июня — июнь 1944 года              |                                                                                 |
| гауптман Эрих Войтке               | июнь — август 1944 года              | ранен                                                                           |
| и. о. обер-лейтенант Эрих Буххольц | июль — август 1944 года              |                                                                                 |
| гауптман Гейнц Кноке               | 13 августа — октябрь 1944 года       | в ночь с 9 на 10 октября 1944 года получил тяжелое ранение подорвавшись на мине |
| гауптман Эрих Войтке               | октябрь — 24 декабря 1944 года       | погиб                                                                           |
| гауптман Гаральд Мольденхауер      | 25 декабря 1944 — 5 мая 1945 года    |                                                                                 |

### Gruppenkommandeure IV./JG1 (командиры группы IV./JG1)
| командующий             | период                         | примечания                                                       |
| ----------------------- | ------------------------------ | ---------------------------------------------------------------- |
| гауптман Гюнтер Шольц   | январь — март 1942 года        | группа преобразована в III./JG5 и Шольц стал её командиром       |
| гауптман Фриц Лозигкейт | март 1942 — 1 апреля 1943 года | группа преобразована в I./JG1 и Лозигкейт назначен её командиром |